# Acroctena pallida
Acroctena pallida är en fjärilsart som beskrevs av Butler 1882. Acroctena pallida ingår i släktet Acroctena och familjen tandspinnare. Inga underarter finns listade i Catalogue of Life.